# Bilnjovs
Bilnjovs (nemško Fellersdorf) je naselje v Občini Bilčovs v Okraju Celovec-dežela na Koroškem v Avstriji.